# باشگاه فوتبال بروماپویکارنا
باشگاه فوتبال بروماپویکارنا (انگلیسی: IF Brommapojkarna) یک باشگاه فوتبال مستقر در بروما (سوئد) است که در حال حاضر در لیگ برتر فوتبال سوئد، بالاترین سطح لیگ فوتبال در این کشور به فعالیت می‌پردازد.
این باشگاه بزرگترین باشگاه فوتبال اروپا از نظر تعداد تیم های فعال رده پایه در تمام سنین است. 

## تاریخ باشگاه
باشگاه بروماپویکارنا در سال ۱۹۴۲ تأسیس شد. این باشگاه در گذشته رشته‌های ورزشی متعددی از جمله دو و میدانی، باندی و هاکی روی یخ را در بر می‌گرفت. 
آن‌ها پس از انتقال بویان جورجیچ به منچستریونایتد در سال ۱۹۹۹، با این تیم قرارداد همکاری عقد کردند. بااین‌حال، این قرارداد بعداً منقضی شد، زیرا بروماپویکارنا معتقد بود که این همکاری مذاکرات با دیگر باشگاه‌های لیگ برتر انگلیس را دشوار می‌سازد.
اکنون این باشگاه همکاری مشابهی با رقیب سنتی یونایتد، منچسترسیتی، دارد؛ جایی که یان گویدتی، بازیکن سابق جوانان بروماپویکارنا و تیم ملی سوئد، مهارت‌های خود را نشان داد تا اینکه در سال ۲۰۱۵ به باشگاه سلتاویگو در لالیگا منتقل شد. 
بروماپویکارنا در ۱۲ نوامبر ۲۰۰۶ برای نخستین بار پس از پیروزی مقابل بی‌کی هکن در پلی‌آف صعود و سقوط، به آل‌سونسکا (لیگ برتر سوئد) صعود کرد. 
در شانزدهم نوامبر ۲۰۰۸، این تیم برای دومین بار پس از تساوی ۱-۱ مقابل یونگسکیله اس‌کی به آل‌سونسکا راه یافت. 
با وجود باخت ۳-۰ در بازی خانگی مقابل آی‌اف‌کی یوتبری در ۲۳ اکتبر ۲۰۰۹، بقا در آل‌سونسکا برای فصل ۲۰۱۰ تضمین شد. در سال ۲۰۱۰، بروماپویکارنا در رده آخر قرار گرفت و به سوپرتان سقوط کرد، جایی که طی سال‌های ۲۰۱۱ و ۲۰۱۲ بازی کرد. در سال ۲۰۱۲، آن‌ها با کسب مقام دوم در سوپرتان، برای سومین بار به آل‌سونسکا صعود کردند و حال نیز در سطح نخست این کشور حاضر هستند.